# Vinterviken (film, 1996)
Vinterviken är en svensk romantisk dramafilm som hade biopremiär i Sverige den 26 januari 1996. Filmen regisserades av Harald Hamrell som också skrev manus tillsammans med Sara Heldt och Mats Wahl. Filmen är baserad på Mats Wahls bok Vinterviken.

## Handling
John-John är en ung kille som bor i en förort söder om Stockholm med sin mamma, kriminella styvpappa och syster. I slutet av sommarlovet räddar han 10-åriga Patricia från att drunkna i Vinterviken genom att han och hans kompis Sluggo har snott en kajak för att kunna paddla över till "andra sidan" där lyxvillorna i Bromma ligger. Hennes pappa bjuder som tack in John-John till deras rika kvarter där han och hans familj bor. John-John träffar hans dotter Elisabeth och blir genast kär i henne. Men det blir en hård strävan innan han vinner hennes kärlek och hennes pappas tillit.

## Rollista (i urval)
- David Tainton - John-John Sundberg
- Lina Englund - Elisabeth
- Martin Lindqvist - Sluggo
- Peter Haber - Frank, Elisabeths pappa
- Anki Lidén - Lisbeth, Elisabeths mamma
- Jeanette Eklinder - Patricia, Elisabeths syster
- Maria Weisby - John-Johns mamma
- Ulrika Hansson - Lena
- Kjell Bergqvist - Rolf 'Skithuvet', John-Johns styvpappa
- Hans Jonsson - Raimo
- Allan Svensson - lärare
- Eric Ericson - Staffan
- Daniel Larsson - Håkan
- Irene Lindh - Majken
- Michael Kallaanvaara - Ivo
- Lakke Magnusson - biträde på bensinmack
- Cecilia Schiöld - Ulla
- Katarina Ehnmark - Dramapedagog
- Mihaela Buta - Hembiträdet
- Felix Engström -  Affärsbiträdet
- Bamdad Barghshi - Pojke på cykel
- Lilian Johansson - Sjuksyster
- Henrik Dorsin - Statist (okrediterad)